# Aktantmodellen
Aktantmodellen er en model for analyse af personerne i fortællinger – især eventyr – baseret på den russiske folklorist Vladimir Propps undersøgelser af russiske folkeeventyr.
En aktantmodel kan bruges til at finde ud af, hvad det er for roller, personerne fx har i en film, en reklame, en novelle og andre tekster. Rollerne kalder man aktanter, og det er deraf modellen har fået sit navn. Aktantmodellen er lettest at bruge på eventyr og konkrete tekster, men den kan bruges på alle tekster. Man skal bare affinde sig med, at man ikke altid kan analysere alle rollerne. Den er god til at sammenligne tekster med, fordi alle de forskellige tekster kan reduceres til de seks aktanter. Derudover kan modellen anvendes til at analysere politiske fortællinger, og andre narrativer der driver vores sociale handlinger i samfundet.
I eksemplet er der seks aktanter:
1. Giver – (kongen)
2. Objekt – (hovedpersonens mål, prinsessen)
3. Modtager – (Klods-Hans)
4. Hjælper – (en god ven eller indirekte hjælper)
5. Subjekt – (hovedpersonen Klods-Hans)
6. Modstander – (prinsessens bejlere)

Her er en skitse af et eventyr:
Esben er helten. Han frier til prinsessen, og mens han gør det, står han i en konflikt. Han får på den ene side hjælp af en god mand, og han bliver modarbejdet af en fæl heks. Han får bekæmpet heksen, og til sidst giver kongen sin datter til bondedrengen. Eventyret kan sættes ind i modellen:
{\displaystyle {\begin{matrix}{\mbox{Giver:}}&&{\mbox{Objekt:}}&&{\mbox{Modtager:}}\\{\textit {Kongen}}&\rightarrow &{\textit {Prinsessen}}&\rightarrow &{\textit {Esben}}\\\\&&\uparrow &&\\\\{\mbox{Hjælper:}}&&{\mbox{Subjekt:}}&&{\mbox{Modstander:}}\\{\textit {Den\ gamle\ mand}}&\rightarrow &{\textit {Esben}}&\leftarrow &{\textit {Heksen}}\\\end{matrix}}}
Det er samme model, der bruges hver gang; aktanterne skal være stillet op på denne måde. Den nederste horisontale akse repræsenterer magtaksen, hvor viljen i fortællingen udtrykkes. Hjælperen øger subjektets magt, hvorimod modstanderen forsøger at reducere subjektets magt. Den øverste horisontale akse er kommunikationsaksen, hvor en værdi gives og modtages i interaktioner mellem subjektet og de øvrige karakterer i fortællingen. Den vertikale akse mellem subjekt og objekt kaldes for projektaksen, fordi den indikerer retningen af subjektets begær. Dette begær driver subjektets handlinger frem, hvor handlingsforløbet derved kan ses som et projekt. Subjektets begær kan øges, reduceres, og ændres retning af hjælperen eller modstanderen.
Projektet: Esben (subjekt) har et projekt: han vil gerne have prinsessen (objekt). I alle tekster kan man finde personernes projekter, både hoved- og bipersoner. Hvad er det de gerne vil?
Konflikten: I de fleste tekster er der også en eller flere konflikter mellem det positive og det negative. Det kan være mellem personer, men det kan også være mere abstrakt mellem sandhed og løgn. Forskellige personer har forskellige konflikter.
Giveren: Det er let at finde giveren i eventyret: Kongen, som "har" sin datter, som han kan give væk. Men sådan er det (heldigvis) ikke altid i nyere tekster. Somme tider må vi sige at hjælperen er det samme som giveren. Giveren kan også være den samme som subjektet. Når for eksempel eleven i skolen får en god og velfortjent karakter, er giveren så læreren eller eleven selv?
Modtageren: Modtageren er den samme som subjektet, men historier ender jo ikke altid godt, så når man sætter modtageren ind, kan det godt være for at vise, at sådan kunne det have været, hvis helten (subjektet) havde fået opfyldt sit ønske.

Aktantmodellen er velegnet til hurtigt at definere konflikten i historien, herunder de to modpoler som etablerer spændingsfladen og dermed historiens plot. Dog kan modellen udvides, således at hjælperen kan have sine egne modstandere, og omvendt at modstanderen kan have sine egne hjælpere. For eksempel er virksomheden Lego modstanderens hjælper i Greenpeace-kampagnen mod samarbejdet mellem Lego og Shell. Modellen behøver ikke nødvendigvis at udfyldes med konkrete personer, idet idéer og ting også kan hjælpe, stå imod, give, og modtage. Eksempelvis kan subjektets følelse af frygt være modstanderen i en fortælling. Der kan skelnes mellem to slags fortællinger. En slags bestående af en objektiviseret aktantmodel, hvor hver aktant udfyldes af mindst én forskellig karakter. En anden slags består af en subjektiviseret aktantmodel, hvor samme karakter udfylder flere aktantroller.
Ved analyse af eventyrets komposition, kan man bruge kontraktmodellen.